# 灰罗勒
灰罗勒（学名：Ocimum americanum），为一种带有绒毛的一年生草本植物。其种加词“americanum”意为“美洲的”。花为白色或淡紫色。这种植物有很好的药用价值。